# Ладновский, Александр
Александр Ладновский (пол. Aleksander Ładnowski; 1815, Люблин — 1891, Краков) — польский актёр и драматург.
Собрание его произведений было издано в 1859—1863; лучшие из них: «Berek zapiecętowany», «Pan Stefan z Pokucia» и «Lokaj za Pana». Ладновский написал также историческую повесть: «Eudoksyja Czartoryska czyli Tatarzy na Podolu» (1860).
Театральные произведения Ладновского в жанре фарса считались банальными, но имели популярность благодаря мастерству исполнявших их актёров, в частности, Хелены Моджеевской и Юзефа Дамсе.
Отец актрисы Александры Ракевич. 